# Aldamir
En el universo imaginario del escritor J. R. R. Tolkien y en los apéndices de la novela El Señor de los Anillos, Aldamir fue el vigésimo tercer rey de Gondor. Nació en Rhovanion en el año 1330 de la Tercera Edad del Sol y fue el segundo hijo de Eldacar. Su hermano mayor era Ornedil, quien fue muerto por Castamir, por ello Aldamir asumió el trono al morir su padre en el año 1490 T. E. Su nombre es quenya y puede traducirse como «joya del árbol».

## Historia
Su época se caracterizó por el permanente enfrentamiento de Gondor con los descendientes de Castamir, que se habían exiliado en Umbar y que desde allí habían hecho alianza con los reyes del Cercano Harad, quienes dejaron de pagar tributo a Gondor. Los Corsarios de Umbar y los Haradrim se transformaron en la principal preocupación de Aldamir.
Fue así que para el año 1540 T. E. Gondor tenía guerra en toda su frontera meridional. Por ello Aldamir intentó atacar Harad, cruzando el río Poros, pero fue derrotado y muerto. Fue sucedido por su hijo Vinyarion, coronado como Hyarmendacil II. 